# Juan Burgueño Pereira
Juan Burgueño Pereira (4 de febrer de 1923-21 de setembre de 1997) va ser un futbolista uruguaià, campió del món amb la selecció del seu país a la Copa del Món de Futbol de 1950.

## Biografia
Juan Burgueño va jugar al club uruguaià Danubio FC de 1948 a 1950.
Va ser convocat per jugar amb la selecció de futbol de l'Uruguai durant la Copa del Món de Futbol de 1950, a Brasil, però no va ser titular en cap partit.